# Distrito de Pannonhalma
El distrito de Pannonhalma (húngaro: Pannonhalmi járás) es un distrito húngaro perteneciente al condado de Győr-Moson-Sopron.
En 2013 tiene 15 522 habitantes. Su capital es Pannonhalma.

## Municipios
El distrito tiene una ciudad (en negrita) y 16 pueblos
(población a 1 de enero de 2012):
- Bakonygyirót (148)
- Bakonypéterd (279)
- Bakonyszentlászló (1703)
- Écs (1809)
- Fenyőfő (107)
- Győrasszonyfa (494)
- Lázi (570)
- Nyalka (461)
- Pannonhalma (3937) – la capital
- Pázmándfalu (973)
- Ravazd (1210)
- Románd (279)
- Sikátor (291)
- Táp (699)
- Tápszentmiklós (948)
- Tarjánpuszta (385)
- Veszprémvarsány (980)